# Elisabet Canalias
Elisabet Canalias Vila (Olot, 21 de diciembre de 1979) es una matemática e ingeniera aeroespacial española especialista en el cálculo de trayectorias interplanetarias, conocida por su participación en las operaciones de aterrizaje de la sonda Philae sobre el cometa 67P/Txuriúmov-Herassimenko. En la actualidad trabaja en el Centro Nacional de Estudios Espaciales de Toulouse, Francia.

## Trayectoria
Licenciada en matemáticas por la Universidad Politécnica de Cataluña y doctora en Ingeniería Aeroespacial, presentó su tesis doctoral en 2007 bajo el título «Contribución al diseño de misiones a los puntos de libración utilizando variedades invariantes hiperbólicas». Desde entonces y hasta el 2009 continuó su investigación sobre este tema con un contrato de posgrado en la Agencia Espacial Europea.
El 2010 formó parte del equipo de operaciones de la Agencia Espacial Europea que hizo realizar a la sonda Rosetta el sobrevuelo del asteroide Lutetia en su trayectoria hacia el cometa 67P/Txuriúmov-Herassimenko. A partir del 2013 pasó a formar parte del Centro de Operaciones Científicas y de Navegación (SONC) de Philae en la Agencia Espacial Francesa. Como miembro del equipo de Dinámica del Vuelo (SONC-FD), participó en el análisis de misión y a los cálculos de trayectoria que condujeron en 2014 a la elección de la región llamada Agilkia como lugar de aterrizaje de Philae. Trabajó en el centro de control durante las operaciones de separación, descenso y aterrizaje de Philae, así como en los estudios posteriores al rebote de la sonda sobre la superficie del cometa.
Actualmente es uno de las expertas de referencia en la Agencia Espacial Francesa (CNES) por los estudios de trayectoria de las misiones interplanetarias con participación de esta agencia (en particular las de acceso a los pequeños cuerpos, como la misión MASCOT ). Forma parte igualmente del equipo de operaciones por la puesta en órbita de los satélites de navegación Galileo.